# خانه کبیر
خانه کبیر مربوط به اواخر دوره قاجار است و در گرگان، محله دوشنبه‌ای، بافت قدیم واقع شده و این اثر در تاریخ ۸ اسفند ۱۳۷۷ با شمارهٔ ثبت ۲۲۷۴ به‌عنوان یکی از آثار ملی ایران به ثبت رسیده است.